# Mediafin
Mediafin is een Belgische joint venture van de Groupe Rossel en Roularta Media Group. Het is uitgever van de kranten De Tijd en L'Echo en het luxe- en lifestylemagzine Sabato. 

## Geschiedenis

### Anvers-Bourse
De geschiedenis van Mediafin gaat terug tot 1889, wanneer de Franstalige beurskrant Anvers-Bourse werd opgericht met als doel belangen van de beurs van Antwerpen te verdedigen tegen de sterk groeiende beurs van Brussel. In 1919 werd de titel tot Echo du Soir herdoopt. Vanaf eind 1940 verscheen de krant in het Nederlands, onder de titel Avond-Echo. Ze publiceerde uitsluitend over financiële berichtgeving over de Antwerpse effectenmarkt. Begin 1967 kwam een overeenkomst tussen de familiale eigenaars van de nv Imprimerie Anvers-Bourse en het Vlaams Economisch Verbond tot stand. De werkgeversorganisatie nam samen met een groep bevriende ondernemers en ondernemingen de meerderheid in de vennootschap. Eind dat jaar werd het licht op groen voor een volwaardig economisch-financieel dagblad als tegenhanger van de VEV-publicaties VEV-berichten (halfmaandelijks) en Tijd (weekblad). Op 25 oktober 1967 werd de nv Imprimerie Anvers-Bourse tot de nv Uitgeversbedrijf Tijd omgedoopt.

### Uitgeversbedrijf Tijd
Op 3 januari 1968 verscheen het eerste nummer van De Financieel-Economische Tijd, dat sinds 2003 de naam De Tijd draagt. Leidinggevende figuren waren onder andere Frans Wildiers, Fernand Nédée, René De Feyter, Pol Provost, Hector De Bruyne en Paul Francken. De eerste hoofdredacteur was Eugeen Magiels en de eerste redactiesecretaris Frans Smets. Hendrik Cappuyns was van 1969 tot 1984 voorzitter, Paul Francken van 1984 tot 1989.
In 1993 werd VEV-topman René De Feyter voorzitter van Uitgeversbedrijf Tijd. Alcatel-topman Jo Cornu volgde hem in 1999 op.

### Mediafin
Mediafin werd in 2005 opgericht als koepel boven Uitgeversbedrijf Tijd en Editeco, de uitgevers van respectievelijk De Tijd en L'Echo. Mediafin was oorspronkelijk een consortium van De Persgroep (met onder meer Het Laatste Nieuws en De Morgen) en Groupe Rossel (met onder meer Le Soir) dat reeds in augustus 2003 L'Echo overnam en dan in april 2005 ook De Tijd.
In 2006 vestigde Mediafin zich op de site van Tour & Taxis in Brussel. In 2008 publiceerde het consortium voor het eerst de wekelijkse geldmagazines Netto en Mon Argent van respectievelijk De Tijd en L'Echo en ook het luxe- en lifestylemagzine Sabato.
Naar aanleiding van de derde verjaardag van het bedrijf, en om de krantentitels beter te profileren als zakelijke, financiële en beurskranten worden L'Echo en De Tijd sinds mei 2009 op zalmkleurig papier gedrukt.
In januari 2017 volgde Frederik Delaplace (eerder hoofdredacteur van De Tijd en redactiedirecteur van Mediafin) Dirk Velghe als CEO van Mediafin op. Velghe werd op zijn beurt voorzitter van de raad van bestuur van Mediafin.
In oktober 2017 kwamen Groupe Rossel en De Persgroep een ruil van activiteiten overeen. De Persgroep breidde zijn deelname in Medialaan uit van 50% naar 100%. Op zijn beurt verkocht De Persgroep haar 50% belang in Mediafin aan Roularta Media Group en verder ontving deze laatste nog een bedrag van 217,5 miljoen euro.
Sinds augustus 2020 is Peter Quaghebeur CEO van Mediafin. Hij maakte in de zomer van 2020 de overstap vanuit SBS Belgium. Quaghebeur volgde Delaplace op, die aan de slag ging als CEO van de Vlaamse Radio- en Televisieomroeporganisatie (VRT).

## Activiteiten
- Kranten:
  - L'Echo (Franstalig)
  - De Tijd (Nederlandstalig)
- Krantenbijlagen/magazines
  - Mon Argent, geldbijlage (Franstalig)
  - Netto, geldbijlage (Nederlandstalig)
  - Sabato, luxe- en lifestylemagazine (Frans- en Nederlandstalig)
- Adviesverleenwebsites:
  - De Belegger / L'Investisseur
  - Beurssignaal / Signaux boursiers
- Luxevastgoed

## Bestuur
| Periode      | Voorzitter       |
| ------------ | ---------------- |
| 2005 - 2016  | Bernard Marchant |
| 2016 - heden | Dirk Velghe      |

| Periode      | CEO                |
| ------------ | ------------------ |
| 2005 - 2016  | Dirk Velghe        |
| 2016 - 2020  | Frederik Delaplace |
| 2020 - heden | Peter Quaghebeur   |